# RAF Leconfield

i7
i11
i13
Die frühere Royal Air Force Station Leconfield (ICAO-Code: EGXV), kurz RAF Leconfield und auch Leconfield Camp, war ein Militärflugplatz der britischen Royal Air Force östlich des Örtchens Leconfield in der Grafschaft East Riding of Yorkshire, England. Die Basis war eine der kleineren der RAF. Sie diente als Führungszentrum zur Luftverteidigung. Eine regelmäßige fliegerische Nutzung findet seit 2015 nicht mehr statt. 
Das Areal des früheren Flugplatzes wird nach wie militärisch genutzt und durch die British Army verwaltet. 

## Geschichte
Der Flugplatz wurde im Vorfeld des Zweiten Weltkriegs Ende Dezember 1936 als Stützpunkt des RAF Bomber Commands eröffnet. Erster Nutzer war zwischen Januar 1937 und September 1939 die mit Heyford ausgerüstete 166. Squadron.
In der Nacht des 3. September 1939, am Tage des Kriegseintritts des Vereinigten Königreichs waren Whitley-Bomber, die seit Juni im Dienst der 166. Staffel standen, aus Leconfield die ersten britischen Flugzeuge, die in den deutschen Luftraum eindrangen. 
Im Oktober des Jahres kam Leconfield zum RAF Fighter Command und wurde Heimat der zuvor in RAF Church Fenton beheimateten Spitfire Mk.I der 72. Squadron und während der Luftschlacht um England war die Station zeitweilige Basis verschiedener Jagdstaffeln, die hier zu Erholung lagen.
Im weiteren Verlauf des Krieges waren hier eine Reihe weiterer Jagd- und Bomberstaffeln stationiert. Hierzu gehörten auch zwei von polnischen Freiwilligen gebildeten Jagdstaffeln, die 302. "Poznański" und die 303. "Kościuszko.
Nach dem Krieg war Leconfield Heimat diverser Ausbildungseinrichtungen. Hierzu wurden zunächst noch Typen aus der Zeit des Krieges wie Wellington, Mosquito und Spitfire genutzt. Später waren es verschiedene jetgetriebene Typen wie Meteor, Vampire und Venom. 
Anfang Oktober 1957 wurde Leconfield zusätzlich Basis von Rettungshubschraubern. Zunächst handelte es sich dabei um Sycamore HR.14 der 275. Squadron und ab 1959  Whirlwind HAR.4 und HAR.2. Diese Einheit wurde im September 1959 zunächst in 228. und im August 1964, inzwischen mit Whirlwind HAR.10 ausgerüstet, in 202. Squadron umbenannt. 
Bereits seit dem Sommer 1959 lag hier erstmals wieder eine Jagdstaffel. Die 19. Squadron flog zunächst noch die Hunter F.6 und dann ab Dezember 1962 die Lightning F.2. Daneben lag hier seit 1961 auch noch die 92. Squadron, die ebenfalls anfangs die Hunter und später die Lightning flog. Die 19. Staffel verlegte im September 1965 ins ostwestfälische Gütersloh und die 92. im gleichen Jahr ins niederrheinische Geilenkirchen.
Die Station war in Folge noch Heimat einer Wartungseinheit, u. a. für Lightnings, und Basis der Whirlwinds der 'D' Flight der 202. Squadron sowie deren Stab. RAF Leconfield wurde schließlich zum 1. Januar 1977 geschlossen. Parallel hierzu endete auch die Dienstzeit der hier früher beheimateten Lightning-Staffeln in Deutschland. Die 202. Staffel verlegte in diesem Zusammenhang nach RAF Finningley.
Leconfield wurde dann von der British Army übernommen und als Normandy Barracks Heimat der Army School of Mechanical Transport (ASMT). Aus dieser entstand 1996 die Defence School of Transport Leconfield (DST Leconfield). 
Der Flugbetrieb der Rettungshubschrauber wurde später mit zwei Sea King HAR.3 wieder aufgenommen und noch jahrelang weitergeführt. In Folge der Privatisierung der britischen Luftrettung verließen die beiden Sea Kings der 'E' Flight der 202. Squadron die Basis erst Anfang April 2015, womit der Flugbetrieb in Leconfield endgültig beendet wurde.

## Heutige Nutzung
Hier befindet sich heute die Defence School of Transport (DST) Leconfield. Sie untersteht dem Defence College of Logistics Policing and Administration (DCLPA) und Leconfield ist als solche eine teilstreitkräfte-übergreifende genutzte Basis.
Auf den Freiflächen des früheren Flugfelds befindet sich seit 2021 ein Solarpark der Army.